# Santa Bárbara (Bahia)
Santa Bárbara – miasto i gmina w Brazylii, w stanie Bahia. Znajduje się w mezoregionie Centro-Norte Baiano i mikroregionie Feira de Santana.